# Andy Paton
Andy Paton (Dreghorn, 2 de enero de 1923 - ibídem, 8 de febrero de 2014) fue un entrenador y jugador de fútbol británico que jugaba en la demarcación de centrocampista.

## Biografía
Paton debutó como futbolista en 1942 con el Kello Rovers FC a los 19 años de edad. Tras dos temporadas, el Motherwell FC le fichó. Jugó con el club un total de 14 años, ganando una Copa de la Liga de Escocia en 1951, una Copa de Escocia en 1952, y una Primera División de Escocia en 1954. Tras 302 partidos jugados, Paton fue traspasado al Hamilton Academical FC para las dos próximas temporadas. Jugó 34 partidos con el club, y finalmente en 1960 se retiró como futbolista a los 37 años de edad. Tras su retiro como futbolista, el mismo Hamilton Academical FC se hizo con los servicios de Paton como entrenador del club desde 1960 hasta 1968.
En 2006, el Motherwell FC le premió tras ser elegido como el "El mejor jugador de la historia" por los seguidores en una ceremonia celebrada en Fir Park.

## Selección nacional
Andy Paton jugó un total de tres veces con la selección de fútbol de Escocia. Debutó contra Bélgica en enero de 1946. Su segundo y tercer partido tomaron lugar en 1952 en una gira por Escandinavia contra Dinamarca y Suecia.

## Clubes

### Como futbolista
| Club                   | País    | Año         | Partidos | Goles |
| ---------------------- | ------- | ----------- | -------- | ----- |
| Kello Rovers FC        | Escocia | 1942 - 1944 | ¿?       | ¿?    |
| Motherwell FC          | Escocia | 1944 - 1958 | 302      | 0     |
| Hamilton Academical FC | Escocia | 1958 - 1960 | 34       | 0     |

### Como entrenador
| Club                   | País    | Año         |
| ---------------------- | ------- | ----------- |
| Hamilton Academical FC | Escocia | 1960 - 1968 |

## Palmarés

### Campeonatos nacionales
| Título                      | Club          | País    | Año  |
| --------------------------- | ------------- | ------- | ---- |
| Copa de la Liga de Escocia  | Motherwell FC | Escocia | 1951 |
| Copa de Escocia             | Motherwell FC | Escocia | 1952 |
| Primera División de Escocia | Motherwell FC | Escocia | 1954 |